# دبلیوپی‌پی
دبلیوپی‌پی (به انگلیسی: WPP) شرکت تبلیغاتی بریتانیایی و چندملیتی است، که با در اختیار داشتن ۳ هزار شعبه در ۱۱۰ کشور، به‌عنوان بزرگترین بنگاه تبلیغاتی و روابط عمومی جهان شناخته می‌شود.
شرکت دبلیوپی‌پی در سال ۱۹۷۱ با نام شرکت وایر اند پلاستیک پروداکت تأسیس شد و در آغاز در زمینه تولید کابل‌های برق فعالیت می‌کرد، که در طول سال‌های بعد با خریداری و ادغام شرکت‌های فعال در حوزه تبلیغات، فعالیت‌هایش را بر این بخش متمرکز نمود.
دفتر مرکزی این شرکت در شهر لندن، بریتانیا قرار دارد و دفتر عملیاتی آن نیز در شهر دوبلین، ایرلند مستقر می‌باشد. بخشی از سهام شرکت دبلیوپی‌پی در بازارهای بورس لندن و بورس نزدک دادوستد می‌شود.